# Vilac

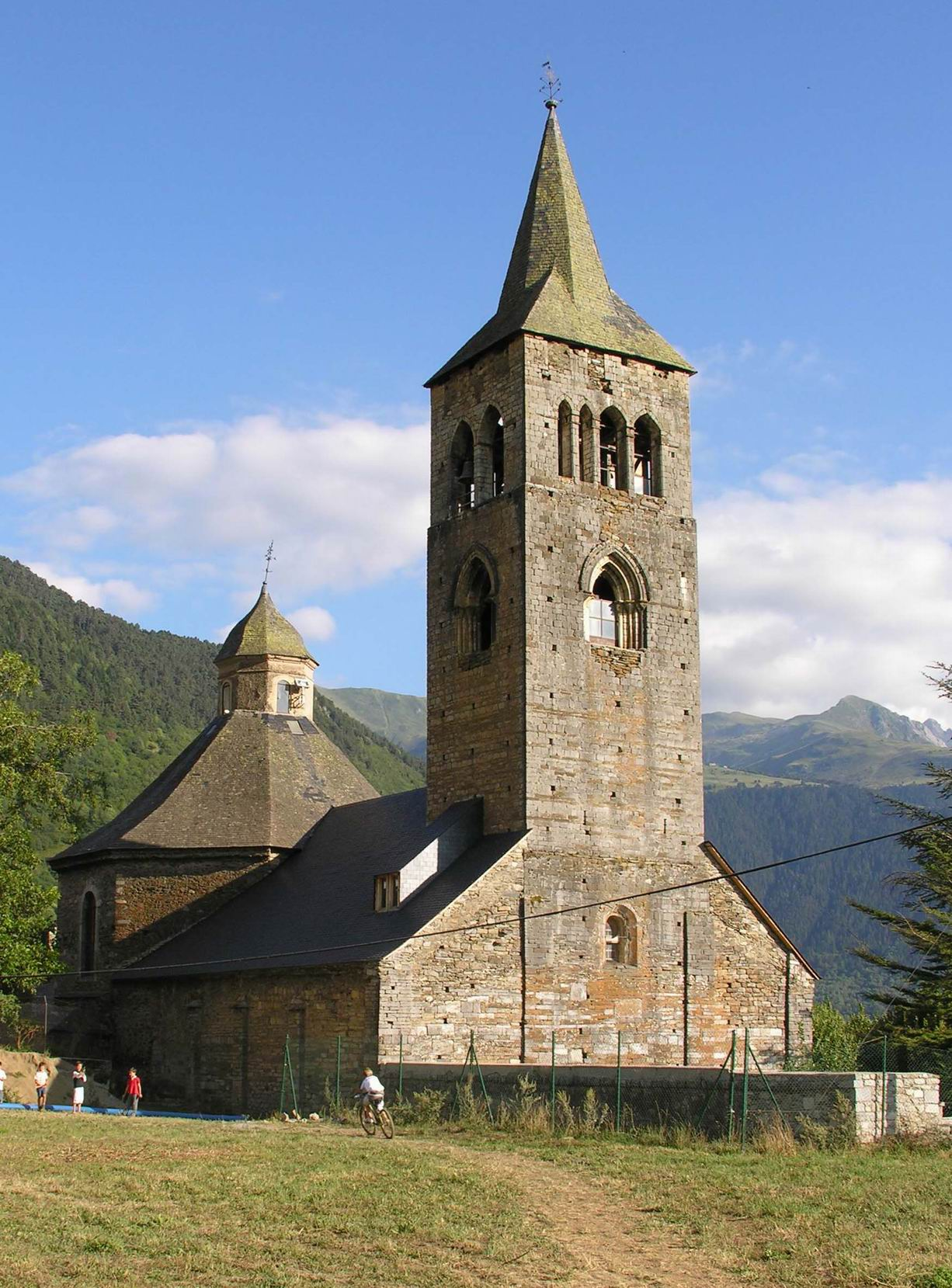
Església de Sant Feliu de Vilac

Vilac és una entitat municipal descentralitzada de Vielha e Mijaran (Vall d'Aran). El conjunt és una obra inclosa a l'Inventari del Patrimoni Arquitectònic de Catalunya. La vila de Vilac, cap d'un antic municipi, està situat a 1047 m d'altitud, als vessants del pla de Mont, dominant l'aiguabarreig del riu Salient amb la Garona, a uns 3 km de Vielha. A ponent del nucli, enlairat a la dreta de la Garona, hi ha la notable església parroquial de sant Feliu, d'origen romànic. El poble conserva alguns edificis civils de tipus renaixentista.
Està situada al centre de la comarca, al marge dret del riu Salient vora la seva desembocadura al Garona, a 1.047 metres d'altitud. L'any 2019 tenia 217 habitants censats (dels quals 79 corresponien al nucli de Santa Gèmma). La majoria dels habitants del poble fan servir l'Aranès o el Castellà. Va ser un terme municipal independent, incorporant els pobles de Santa Gèmma i Sant Germès fins al 1970, i actualment constitueix una entitat municipal descentralitzada.
| 1990 | 1991 | 1994 | 1995 | 1996 | 2001 | 2003 | 2005 |
| ---- | ---- | ---- | ---- | ---- | ---- | ---- | ---- |
| 78   | 89   | 89   | 98   | 119  | 147  | 168  | 200  |

Destaca l'església de Sant Feliu de Vilac, d'estil romànic, originària dels segles XII i XII, amb portal romànic amb un timpà d'interès especial i un retaule gòtic.L'horari de missa és el 1er i 3r dissabte de cada mes a les 17:00